# Acragas leucaspis
Acragas leucaspis là một loài nhện trong họ Salticidae.
Loài này thuộc chi Acragas. Acragas leucaspis được Eugène Simon miêu tả năm 1900.